# Amphipyra pyramidea
Amphipyra pyramidea Linnaeus, 1758 è un lepidottero notturno appartenente alla famiglia Noctuidae, diffuso nell'ecozona paleartica, in Eurasia e Nordafrica. La specie fu descritta per la prima volta da Carl Linnaeus nella 10ª edizione del suo trattato Systema Naturae (10th edition of Systema Naturae) del 1758.

## Distribuzione
Questa specie può essere trovata in tutta la regione paleartica, compresa l'Europa, il Nordafrica, il Vicino Oriente, l'Iran, la Siberia meridionale, l'India settentrionale, la Corea e il Giappone.

## Descrizione
La specie ha un'apertura alare di 47-54 mm, la femmina di solito leggermente più grande del maschio. Le ali anteriori sono marroni con una fascia più chiara e uno stigma pallido e scuro al centro. Le ali posteriori sono di un ricco color rame brillante (da cui il nome comune in lingua inglese Copper Underwing (sottoala di rame).
Pur essendo molto simile alla Amphipyra berbera, la sua identificazione è di solito abbastanza semplice osservando alcune marcature sulle ali anteriori, il dettaglio dei palpi labiali e la parte inferiore delle ali posteriori. Questa specie ha una zona chiara al centro delle ali posteriori, che contrasta con aree marginali molto più scure, mentre in A. berbera l'intera ala inferiore è più o meno uniforme nel colore. La larva è caratterizzata dal colore verde con macchie bianche e dalla presenza di una gobba appuntita all'estremità posteriore.

## Differenze traA. pyramideaeA. berbera

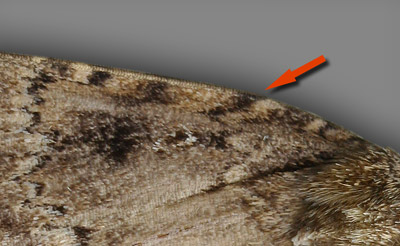
A. pyramidea - la freccia rossa indica una differenza
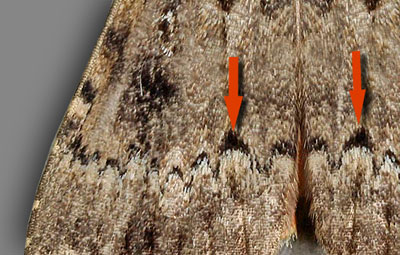
A. berbera - la freccia rossa indica una differenza
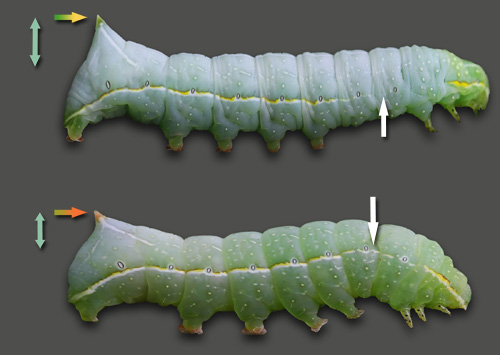
Bruchi di A. pyramidea (in alto) e A. berbera

## Biologia
È una specie univoltina. La stagione della cova è già da giugno in alcuni climi, ma di solito si schiudono da luglio a ottobre. Le uova sono deposte in alberi decidui. La larva può essere trovata già in aprile in alcuni climi, ma di solito emerge in maggio-giugno. La A pyramidea vola di notte, da agosto a ottobre nelle isole britanniche ed è attratta dalla luce e intensamente dallo zucchero. Si nutre di una varietà di alberi e arbusti, tra cui frassino (Fraxinus), ligustro (Ligustrum), caprifoglio (Lonicera), melo (Malus), quercia (Quercus), Rhododendron, rosa, sorbo selvatico (Sorbus) e lillà (Syringa). La specie sverna come uovo.